# 2016 en Palestine
Chronologie de la Palestine
- 2012
- 2013
- 2014
- 2015
- 2016
- 2017
- 2018
- 2019
- 2020

Cette page concerne les évènements survenus en 2016 en Palestine :

## Évènements
- Blocus de la bande de Gaza, en cours depuis 2007.
- Vague de violence israélo-palestinienne de 2015-2017
- Chronologie du conflit israélo-palestinien de 2016 (en)

- 3-12 janvier : Ayman al-Aloul (en), rédacteur en chef de l'agence Arab Now dans la bande de Gaza, et un autre journaliste, Ramzi Herzallah, sont arrêtés et torturés du 3 au 12 janvier par le Hamas à la suite de publications critiques sur Facebook[1].
- 11 janvier : Les troupes israéliennes font une descente à l'université de Birzeit à Ramallah[2].
- 13 janvier : L'armée israélienne bombarde un site près de la barrière frontalière à Beit Lahiya, tuant une personne et en blessant trois autres avant qu'elles ne puissent déclencher un engin explosif improvisé. Alors que le gouvernement israélien attribue l'opération à son armée de l'air, le Hamas accuse la marine israélienne d'avoir tiré des obus[3].
- 24 mars : Meurtre d'Abdel Fattah al-Sharif (en) par un soldat israélien.
- 18 avril : Attentat suicide dans un bus à Jérusalem (en)
- 14 septembre : Départ de Barcelone du Bateau de femmes pour Gaza (en). Il est intercepté le 5 octobre par la Marine israélienne.
- 9 octobre : Fusillade de Jérusalem (en)
- 23 décembre : Résolution 2334 du Conseil de sécurité des Nations unies
- 28 décembre : Paramètres John Kerry (en), déclaration de principes qui vise à servir de cadre à une résolution finale du conflit israélo-palestinien.

## Sports
- Première Ligue de Cisjordanie 2015-2016 (en) (football)
- Première Ligue de Cisjordanie 2016-2017 (en) (football)
- Coupe de Palestine 2016-2017 (en) (football)
- Première ligue de la bande de Gaza 2016-2017 (en) (football)
- 5-21 août : Participation de la Palestine aux Jeux olympiques d'été de 2016
- 7-18 septembre : Participation de la Palestine aux Jeux paralympiques d'été de 2016

## Créations
- École internationale britannique de Gaza (en)
- Liste de l'Alliance démocratique (en)
- Gouvernement du Hamas d'octobre 2016 (en)
- Hamad City (en)
- Musée culturel d'Al-Qarara
- Musée palestinien

## Fermeture
- Zoo de Gaza